# 科拉尔托萨比诺
科拉尔托萨比诺（義大利語：Collalto Sabino），是意大利列蒂省的一个市镇。总面积22.18平方公里，人口456人，人口密度20.6人/平方公里（2009年）。ISTAT代码为057018。